# Bettmar (Vechelde)
Bettmar ist ein Ortsteil der Gemeinde Vechelde im Landkreis Peine in Niedersachsen. Nur 23 Kilometer entfernt liegt an derselben Bundesstraße der gleichnamige Ortsteil Bettmar der Gemeinde Schellerten im benachbarten Landkreis Hildesheim.

## Geografie

### Geografische Lage
Bettmar liegt an der Bundesstraße 1 (ehemalige Reichsstraße 1) zwischen Braunschweig (12 km) und Hildesheim (29 km). Kommunaler Bezugspunkt ist Vechelde (3 km), und die Kreisstadt Peine (12 km) ist in direkter Nähe. Die nächste Bahnstation ist Vechelde an der Strecke Hannover–Braunschweig–Magdeburg–Berlin.
Das Dorf liegt in der Peiner Tieflandsbucht (Leine–Oker). Die Feldmark ist wenig gegliedert bei 77 bis 85 Metern über NN. Die Westgrenze wird von der Talaue des Pisserbaches, der südlich bei Bodenstedt entspringt und nach wenigen Kilometern in die Fuhse mündet, sowie dem Großen Holz gebildet, im Norden und Osten stößt sie ohne natürliche Grenzen an die Feldmarken von Sierße und Vechelde, und im Süden reicht sie bis an die Uhlen (Kleines Holz) heran.

### Nachbarorte
| Schmedenstedt (Peine)  | Sierße                                      | Wahle     |
| Münstedt (Ilsede)      | Kompassrose, die auf Nachbargemeinden zeigt | Vechelde  |
| Groß Lafferde (Ilsede) | Liedingen                                   | Köchingen |

## Geschichte

### Ortsname
Die Endsilbe „-mar“ geht auf das althochdeutsche Wort mari zurück und bedeutet „sumpfige Gegend“. Später erhält das Dorf den Zusatz „vor der Langen Wisch“ (= Wiese) bzw. „bei der Langen Wisch“, wohl um es von dem anderen Dorf gleichen Namens zu unterscheiden. 1146 wird der Ortsname Bethmare geschrieben, im 13. Jahrhundert auch Betmare/Betmere, und seit dem 17. Jahrhundert findet sich die heutige Schreibweise.

### Ortsgeschichte
Zum ersten Male schriftlich erwähnt wird Bettmar in der Gründungsurkunde des Godehardiklosters in Hildesheim vom 11. März 1146. Bettmar lag damals im Ostfalengau und gehörte zur Grafschaft Peine. Aufgrund der Streitigkeiten zwischen den Erben Heinrich des Löwen und dem Bischof von Hildesheim wurde die Grafschaft Peine geteilt. Der östliche Teil blieb bis in die Neuzeit welfisches Gebiet und wurde Halbgericht. Bettmar wurde Grenzort zum Hochstift Hildesheim und gehörte zu den Besitzungen der Wolfenbütteler Linie der Herzöge von Braunschweig-Lüneburg.
Bettmar war Sitz einer Landvogtei, die bis 1807 zum Residenzamt Wolfenbüttel gehörte. In der napoleonischen Zeit gehörte der Kanton Bettmar zum Département Oker. 1814 wurde Bettmar dann Sitz eines Kreisgerichtes und blieb es bis 1825, als Vechelde neuer Standort wurde. Bettmar verlor seine administrative Bedeutung im Herzogtum Braunschweig, die es fast 600 Jahre innehatte.
Als bei der niedersächsischen Gebiets- und Verwaltungsreform 1974 der Landkreis Braunschweig aufgeteilt wurde, kam Bettmar mit dem westlichen Teil zum Landkreis Peine. Am 1. März 1974 verlor das Dorf außerdem seine Selbständigkeit und bildet nun einen Ortsteil der Gemeinde Vechelde.

### Halbgericht Bettmar
Nach der Zerstörung der Burg Peine 1192 durch die Welfen war der nach Braunschweig gelegene Teil der Grafschaft Peine – das Gogericht an der Pisser oder Landgericht Bettmar – unter die Abhängigkeit der Welfen geraten. Dieses Gebiet verwalteten von nun an die Bischöfe von Hildesheim und die Herzöge von Braunschweig-Lüneburg als oberste Freigrafen gemeinsam. So setzte das Landgericht Bettmar die Tradition des alten Grafengerichts in Peine fort. In Bettmar tagten drei verschiedene Gerichte: das Freiengericht, das Landgericht und das Vogtding. Die Gerichtstage fanden in der Woche nach Michaelis statt.

### Landvögte in Bettmar
(die Namen sind seit dem 16. Jahrhundert bekannt, ihnen waren Untervögte und Gografen beigeordnet)
1. Claus Brödersen (Brodersenn), um 1550
2. Christopherus Kühfus, bis 1582
3. Heinrich Weyberg (Weiberg), 1582 bis vor 1626
4. Heinrich Heine, vor 1634
5. Jürgen Voigtländer, etwa 1634 bis vor 1663
6. Julius Eberhard Voigtländer (Sohn von 5.), vor 1663–1679
7. Johann Georg Eickhart
8. NN. Hassel
9. Johann Georg Bodinus, 1686–1694
10. Werner Andreas Frankenfeld, 1694–1720
11. August Ulrich Balcke, 1720–1752
12. Jacob Christoph Balcke (Sohn von 11.), ?–1767
13. Johann Friedrich Weise, 1767–1777
14. NN. Bertram, 1777–1797
15. Ernst Christian Greve, 1797–1807

### Kreisgericht Bettmar
Im Jahre 1814 wurde im Herzogtum Braunschweig die untere Landesverwaltung neu geordnet. Schwerpunkt war das Gerichtswesen, wobei man das Herzogtum in Berichtskreise unterteilte, an deren Spitze die Kreisgerichte standen. Ihnen übertrug man auch die allgemeine Verwaltung, die in den Händen des jeweiligen Kreisamtmannes lag. Bettmar wurde Sitz eines solchen Kreisgerichtes und blieb damit Mittelpunkt für 27 Dörfer.
Erster und letzter Kreisamtmann in Bettmar war Carl Friedrich Pini, 1814–1825. Am 1. Oktober 1825 wurde das Kreisgericht nach Vechelde verlegt. Bettmar verlor seine administrative Bedeutung für die Orte westlich von Braunschweig.

### Postanbindung
Seit 1814 hatte Bettmar eine Postwärterei, das Kreisgericht war nach dorthin verlegt worden. Als es 1825 nach Velchelde verlegt wurde, wurde auch die Postwärterei aufgehoben. Die Sendungen waren dann in Vechelde aufzugeben. Auf Briefen finden sich seit 1815 lediglich handschriftliche Ortsvermerk ohne Datum. Weiteres zur Postgeschichte siehe Postroute Braunschweig-Hildesheim.

### Bevölkerungsentwicklung
| Jahr          | Einwohner | Quelle |
| ------------- | --------- | ------ |
| 1843          | 843       |        |
| 1877          | 823       | [ 3 ]  |
| 1890          | 889       |        |
| 1910          | 871       | [ 4 ]  |
| 1939          | 852       |        |
| 29. Okt. 1946 | 1475      | [ 5 ]  |
| 1950          | 1540      |        |
| 1956          | 1295      |        |

| Jahr          | Einwohner | Quelle |
| ------------- | --------- | ------ |
| 1961          | 1107      | [ 2 ]  |
| 1970          | 964       | [ 2 ]  |
| 2010          | 917       |        |
| 30. Sep. 2014 | 935       | [ 6 ]  |
| 31. Okt. 2017 | 970       | [ 7 ]  |
| 0             |           |        |
| 0             |           |        |
| 0             |           |        |

## Politik

### Ortsrat
Der Ortsrat, der Bettmar vertritt, setzt sich aus sieben Mitgliedern zusammen. Die Ratsmitglieder werden durch eine Kommunalwahl für jeweils fünf Jahre gewählt.
Bei den letzten Kommunalwahlen  ergaben sich folgende Sitzverteilungen:
| Jahr | SPD | CDU | Grüne | Gesamt  |
| 2021 | 4   | 4   | 1     | 7 Sitze |
| 2016 | 4   | 3   | -     | 7 Sitze |
| 2011 | 4   | 3   | -     | 7 Sitze |
| 2006 | 5   | 2   | -     | 7 Sitze |

### Ortsbürgermeister
Ortsbürgermeister ist Maik Wiedemann (CDU).

### Wappen
| Wappen von Bettmar | Blasonierung: „Gespalten von Rot und Gold; ein aufgerichtetes Schwert in verwechselten Farben.“ |
| Wappen von Bettmar | Wappenbegründung: Bettmar war jahrhundertelang ein weithin ausstrahlender Mittelpunkt bei der Wahrung des Rechtsfriedens, als Sitz des Halbgerichts Bettmar, also jenes Teils des alten Gerichts an der Pisser, der nach der Teilung zwischen dem Bistum Hildesheim und dem welfischen Pfalzgrafen Heinrich 1192 beim späteren Herzogtum Braunschweig-Lüneburg verblieb. Darüber hinaus wurde hier von den herzoglichen Beamten zusammen mit den Vogtdings-Gogrefen und drei „Achtsleuten“ das Vogtding abgehalten. Das ebenfalls hier abgehaltene Freiengericht erstreckte sich über einen sogar noch wesentlich größeren Einzugsbereich und erfasste große Teile des Braunschweiger Landes. Damit nicht genug: In Bettmar wurden sogar zwischenstaatliche Streitigkeiten geschlichtet, nämlich zwischen dem Erzbischof und Kurfürsten von Köln in dessen Eigenschaft als (in Personalunion) Fürstbischof von Hildesheim und dem Herzogtum Braunschweig-Lüneburg. Das Dorf war Grenzort zwischen den Territorien Hildesheim und Braunschweig, was der gespaltene Schild markiert. Das Schwert liegt im Wappen genau auf der Grenzlinie und versinnbildlicht so die grenzübergreifende Funktion der hier ausgeübten Rechtsprechung. Dies wird zudem durch die Wappenfarben Rot - Gold unterstrichen, denn diese sind sowohl die herzoglich-braunschweigischen Stammwappenfarben als auch die hildesheimischen Stiftsfarben. Das Wappen wurde vom Heraldiker Arnold Rabbow gestaltet und am 11. September 1991 vom Ortsrat einstimmig angenommen. |

## Kirche

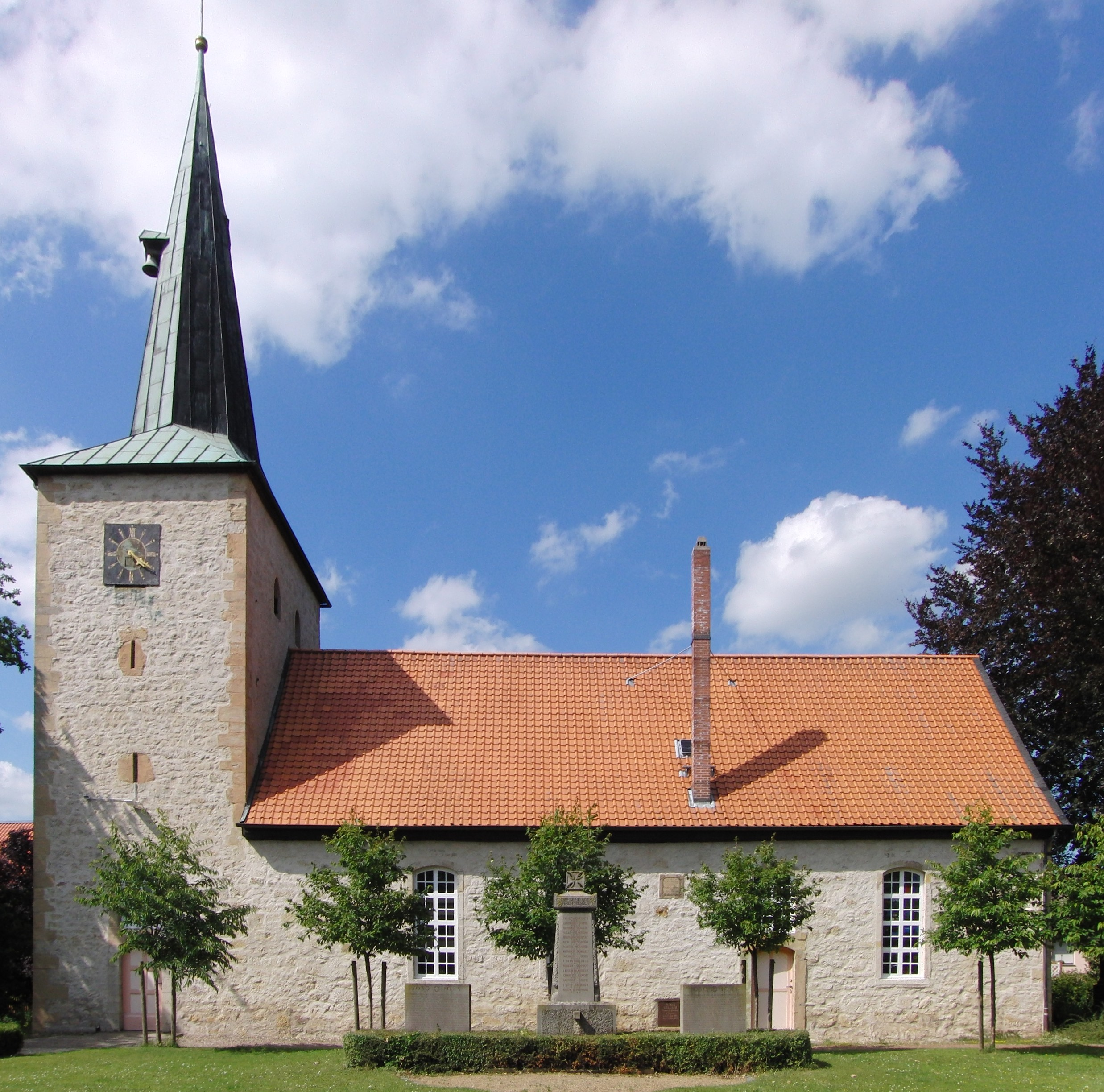
Dorfkirche Bettmar

Die Dorfkirche Bettmar liegt am Rande des Dorfes, dessen ältestes Gebäude sie ist. Bereits 1301 wird ein Pfarrer in Bettmar erwähnt. In diese Zeit ragt auch das Gründungsdatum des Gotteshauses zurück, das 1679 und 1766 neu gestaltet wurde. Die lutherische Reformation wurde durch Herzog Ernst „dem Bekenner“ unterstützt und hielt bereits vor 1542 in Bettmar Einzug.
Die Bevölkerung von Bettmar gehört heute überwiegend zur evangelischen Kirche, deren Pfarramt in Bettmar steht und von dem aus auch die – sonst selbständige – Kirchengemeinde Sierße mitversorgt wird. Bettmar gehört zur Propstei Vechelde der Evangelisch-Lutherischen Landeskirche in Braunschweig. Die katholischen Einwohner gehören zur Pfarrgemeinde Vechelde innerhalb des Bistums Hildesheim.

## Schule
Bereits 1750 wird in Bettmar ein Schulhaus erwähnt, das 1807 durch ein neues ersetzt werden musste, das dann wiederum im Jahre 1893 einem Neubau weichen musste. In den 1980er Jahren verlor die Bettmarer Schule ihre Eigenständigkeit und wurde Außenstelle der Albert-Schweitzer-Grundschule Vechelde. Letzter Bettmarer Schulleiter war Alfred Böhm in den Jahren 1961 bis 1982.

## Söhne und Töchter des Ortes
- Gottlieb Bertrand (Bertram) (1775–1813), Autor
- Ferdinand von Heinemann (1818–1881), Pädagoge, Dichter und Politiker

## Kuriosität
Nach der Eingliederung Bettmars in die Gemeinde Vechelde im Zuge der Gemeindereform 1974 mussten einige Straßennamen geändert werden.
Auch die bisherige „Dorfstraße“ sollte einen neuen Namen erhalten. Im Blick auf die an dieser Straße stehende Eiche – ein Naturdenkmal – nannten die Bettmaraner die Straße „Eichen-Dorfstraße“. Im Rathaus in Vechelde wusste man jedoch, dass die Namensschreibweise nicht korrekt sein konnte. In Erinnerung an den Dichter schrieb man kurzerhand „Eichendorffstraße“ und ließ die entsprechenden Schilder aufstellen.